# Aartsbisdom Trivandrum
Het aartsbisdom Trivandrum (Latijn: Archidioecesis Trivandrensis Latinorum) is een rooms-katholiek aartsbisdom met als zetel Trivandrum, in India. De aartsbisschop van Trivandrum is metropoliet van de kerkprovincie Trivandrum, waartoe ook de volgende suffragane bisdommen behoren:
- Alleppey
- Neyyattinkara
- Punalur
- Quilon

## Geschiedenis
Het aartsbisdom werd opgericht op 1 juli 1937, als het bisdom Trivandrum, uit delen van het bisdom Quilon, en was suffragaan aan het aartsbisdom Verapoly. Op 3 juni 2004 werd het verheven tot metropolitaan aartsbisdom. 

## Parochies
Het aartsbisdom had in 2020 een oppervlakte van 686 km2 en telde 2.543.100 inwoners waarvan 11,7% rooms-katholiek was.

## Ordinarii

### Bisschoppen
- Vincent Victor Dereere (1 juli 1937 - 24 oktober 1966)
- Peter Bernard Pereira (1 oktober 1966 - 13 juni 1978; hulpbisschop sinds 5 mei 1955, coadjutor sinds 4 juli 1961)
- Benedict Jacob Acharuparambil (3 augustus 1979 - 31 januari 1991)

### Aartsbisschoppen
- Maria Callist Soosa Pakiam (31 januari 1991 - 2 februari 2022; coadjutor sinds 10 november 1989)
  - Christudas Rajappan (hulpbisschop: 2 februari 2016 - heden)
- Thomas Jessayyan Netto (2 februari 2022 - heden)

## Galerij van afbeeldingen

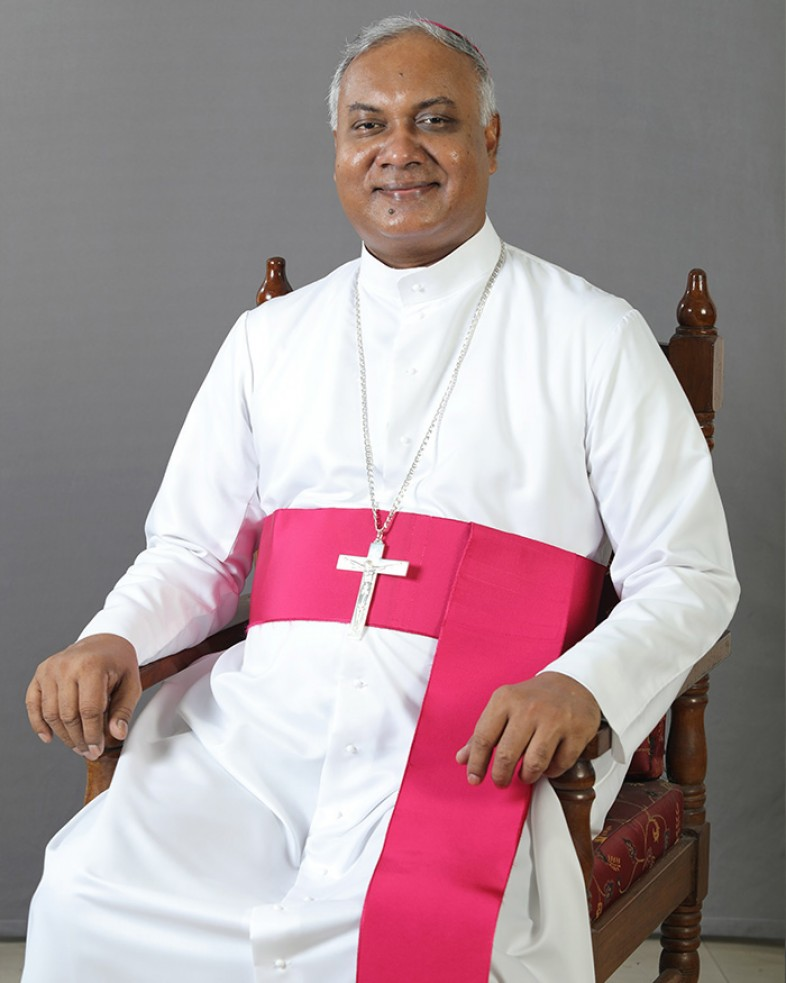
Aartsbisschop Thomas Jessayyan Netto (2022-heden)
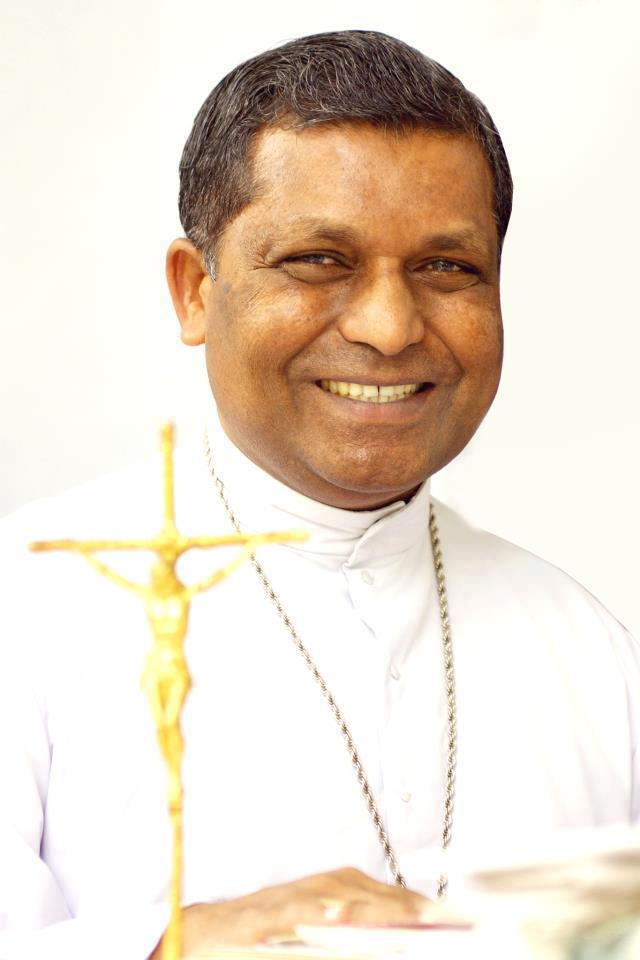
Aartsbisschop Maria Callist Soosa Pakiam (1991-2022)

Trivandrum (aartsbisdom) · Alleppey · Neyyattinkara · Punalur · Quilon